# 内格勒维尔
内格勒维尔（法語：Négreville，法語發音：[neɡʁəvil]）是法国芒什省的一个市镇，属于瑟堡区。

## 地理
内格勒维尔（49°29'23"N, 1°32'50"W）面积11.48 平方千米，位于法国诺曼底大区芒什省，该省份为法国西北部沿海省份，西、北、东北三面环大西洋，东起顺时针与卡爾瓦多斯省、奧恩省、马耶讷省和伊勒-维莱讷省接壤。
与内格勒维尔接壤的市镇（或旧市镇、城区）包括：布里、莱唐贝特朗、莫维尔、罗什维尔、圣约瑟夫、索特瓦、伊沃托博卡日。

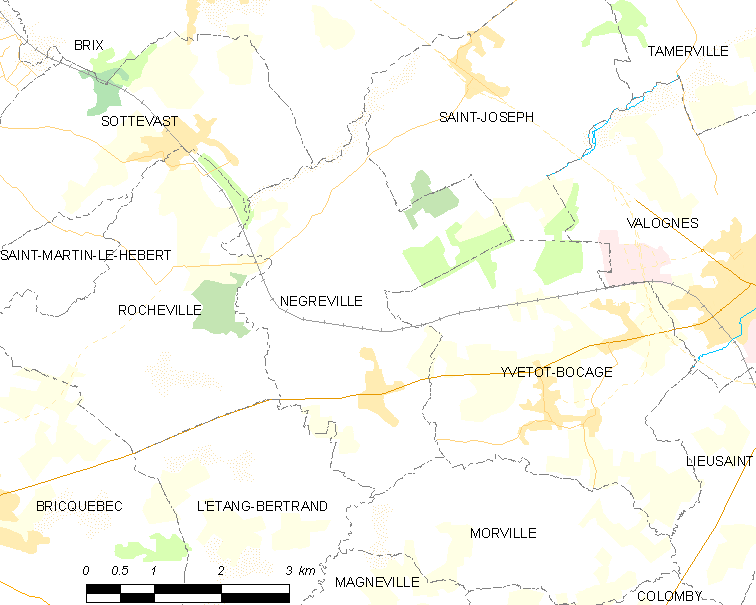
内格勒维尔的OSM定位图

内格勒维尔的时区为UTC+01:00、UTC+02:00（夏令时）。

## 行政
内格勒维尔的邮政编码为50260，INSEE市镇编码为50369。

## 政治
内格勒维尔所属的省级选区为科唐坦地区布里克贝克县。

## 人口

1962-2008年间内格勒维尔人口变化图示

内格勒维尔于2022年1月1日时的人口数量为844人。